# Jezioro Bobrowickie
Jezioro Bobrowickie (biał. Возера Бабровіцкае; ros. Озеро Бобровичское) – jezioro na Białorusi, w obwodzie brzeskim, w rejonie iwacewickim. Położone jest na terenie Wygonowskiego Rezerwatu Krajobrazowego.
Jezioro Bobrowickie ma powierzchnię 9,47 km². Jest płytkie – średnia głębokość wynosi 2,5 m, zaś maksymalna 8 m. Długość linii brzegowej to 14,4 km. Objętość wody w jeziorze to 25 mln m³. Położone jest w zlewni rzek Szczary i Jasiołdy. W pobliżu znajduje się większe Jezioro Wygonowskie.
Brzegi jeziora są przeważnie bagienne i torfowiskowe, zazwyczaj niskie, choć w niektórych miejscach dochodzą do 2 m wysokości. Dno płaskie, piaszczysto-muliste, pokryte sapropelem.
Nad jeziorem leżą Bobrowicze, będące obecnie jedyną osadą ludzką na jego brzegu. Do 1942 leżały nad nim także wsie Wiado i Tupiczyce.